# 罗曼·拉加德
罗曼·拉加德（法語：Romain Lagarde，1997年3月5日—），法国男子手球运动员。他曾代表法国参加2020年夏季奥林匹克运动会手球比赛，获得一枚金牌。他也曾获得2019年世界男子手球锦标赛季军。